# セントラルフロリダ大学
セントラルフロリダ大学（英語: University of Central Florida）は、アメリカ合衆国フロリダ州オーランドに本部を置くアメリカ合衆国の州立大学。1963年創立、1963年大学設置。
セントラルフロリダ大学（セントラルフロリダだいがく、英：University of Central Florida）は、フロリダ州に存在する12州立大学の一つであり、フロリダ州立大学システムに含まれる。
この大学は、NASAのあるフロリダ州東岸拠点に近いオーランド地域に、軍需関連産業への人材供給需要がある点に着目し理工系大学として、フロリダ技術大学（英：Florida Technological University）として設置された経緯がある。故に、理工系学部や各種工学研究分野に強みを持つ一方、地の利を生かした観光関連学部の急成長、長年の念願であった医学部設置が認可される等、総合大学として発展し、学生総数ベースでの規模では学生数は6万人を超えて、テキサスA&M大学に続くアメリカ合衆国第2位となっている。U.S. News & World Reportのランキングでは学部レベルで全米で173位である。

## 沿革
セントラルフロリダ大学は、1963年に、フロリダ州法125号により設置が決定し、最初の授業が始まったのは1968年、総学生数1,948人であった。

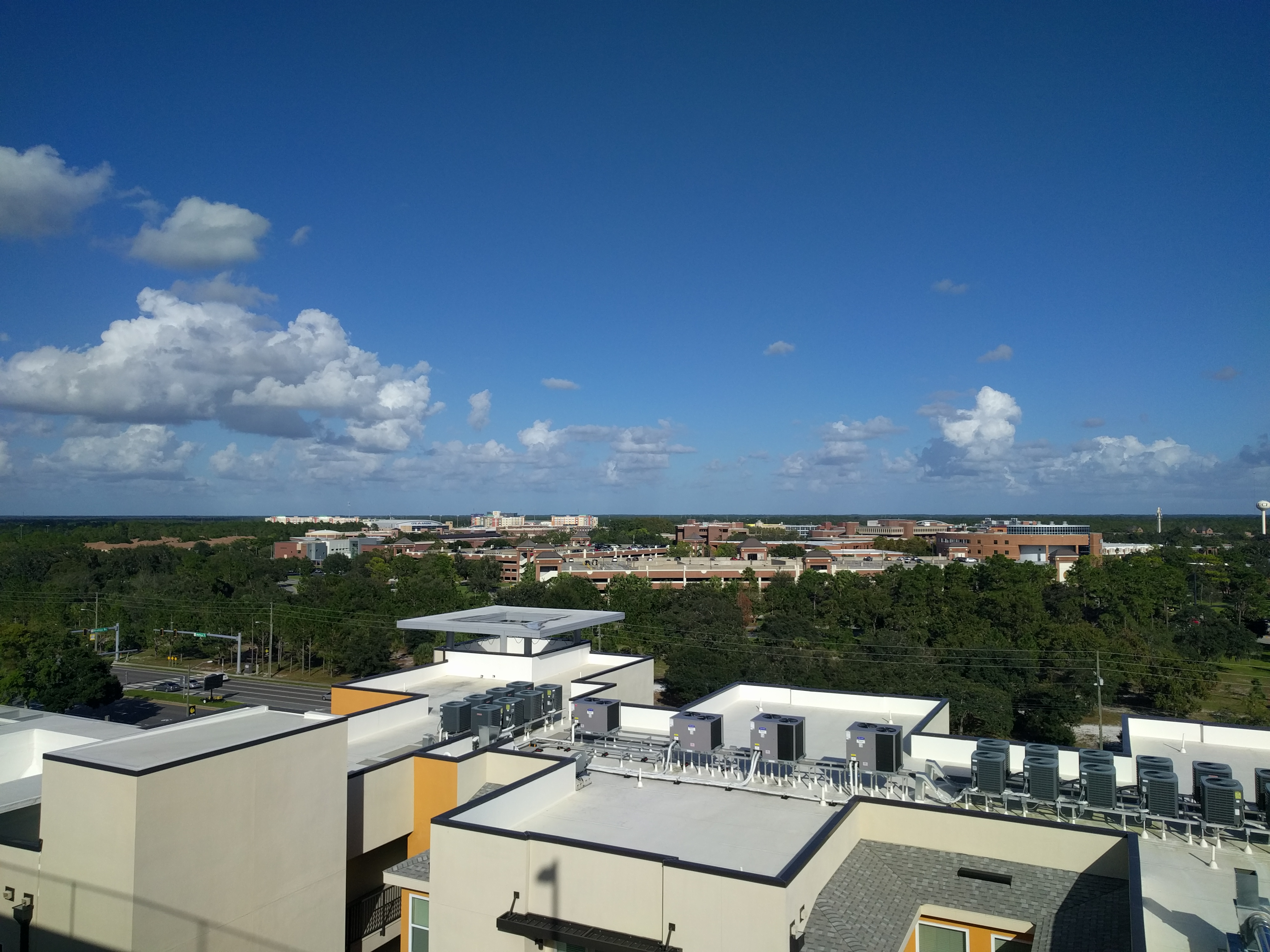
キャンパス遠望（学生寮から）

## 現在の大学の状況
現時点での学部（Collegeと呼ばれる）と学部生、大学院生の登録人数は以下の通りである。
[学部名]	                       学部生数.  大学院生数.  小計.
- College of Arts & Humanities	         4,062	478	4,540
- College of Medicine	                 1,908	33	1,941
- College of Business Administration	 8,267	1,001	9,268
- College of Education	                 3,738	1,643	5,381
- College of Engr. & Computer Sci.	 4,977	1,010	5,987
- Graduate Studies - Interdisciplinary	 -	151	151
- College of Health & Public Affairs	 4,483	1,089	5,572
- College of Nursing	                 1,510	402	1,912
- College of Optics and Photonics	 - 	123	123
- Rosen College of Hospitality Management 2,507	68	2,575
- College of Sciences	                 8,642	843     9,485
- Undeclared	                         1,170	501	1,671
- Undergraduate Studies 	                 1,669	-	1,669

大学全体合計数	                42,933	7,342	50,275

## 出身者
- オクタヴィウス・フリーマン - 陸上選手。
- シャナ・マリー・マクラフリン - アメリカの『PLAYBOY』誌の2010年7月のプレイメイト。